# Hydroptila modica
Hydroptila modica är en nattsländeart som beskrevs av Martin E. Mosely 1937. Hydroptila modica ingår i släktet Hydroptila och familjen smånattsländor. Inga underarter finns listade i Catalogue of Life.